# Prince of Wales Stadium (Mbabane)
Prince of Wales Stadium – to wielofunkcyjny stadion w Mbabane w Eswatini. Jest aktualnie używany głównie dla meczów piłki nożnej. Swoje mecze rozgrywają na nim drużyny piłkarskie Hellenic i Umbelebele Jomo Cosmos. Stadion może pomieścić 1 000 osób.